# Antoni Regàs-Borrell i Berenguer
Antoni Regàs-Borrell i Berenguer (segles XVIII-XIX) fou un reputat enginyer i inventor. Els vasts coneixements de Regàs li meresqueren l'estima del govern d'Espanya, dels savis i els honorífics càrrecs de visitador del Rei de les fàbriques de Madrid i la seva rodalia, delegat de la junta general de comerç, monedes, i mines, soci de mèrit de la reial societat madrilenya d'Amics del país, individu d'honor i de mèrit de diverses societats patriòtiques i literàries del regne, i corresponent de la societat del foment de la indústria francesa, secretari, comptador, i bibliotecari del Real Conservatorio de Artes de Madrid, i secretari també del pla d'ensenyaments establert al mateix reial conservatori.
Natural de Mataró i de família distingida rebé la seva primera educació als escolapis d'aquesta ciutat. Va passar després a Barcelona on es dedicà a l'estudi de les matemàtiques i de la maquinària i dibuix, a tot el que va tenir particular inclinació. En 1772 va passar a Saragossa on sota la protecció de la reial societat aragonesa va manifestar els seus coneixements, i es va dedicar sobretot a millorar l'endarrerit ram de la sederia a l'Aragó i a la Rioja. Va inventar nous torns per filar la seda, el model presentar la real junta de Comercio, Moneda y Minas, que declarà que era el millor de tots els coneguts, i va premiar amb 150 doblons, manant que s'establissin a Barcelona, Aragó, València i Rioja, cosa que resultà en la millora filatura de la seda. En 1803 el Rei a través del
ministre d'estat encarregà a la real sociedad patriótica de Madrid, esbrinar la possibilitat de filar la seda amb aigua freda, i Regàs associat a la comissió nomenada a l'efecte, va prestar els seus nous torns, va dirigir les operacions, filant-se amb diverses classes de capolls del regne en aigua freda per més de quinze dies, i obtinguda la certesa del bon resultat de tota la manipulació, es van presentar les sedes al Rei que va aprovar i va manar es donessin les gràcies a Regàs, i se li va encarregar l'ensenyament i propagació del nou mètode a proposta de la mateixa societat, que a més l'honrà amb el títol de soci de mèrit. En 1802 va remetre unes madeixes de seda en branca filada en el seu torn a l'examen de la Societat del foment de la indústria francesa a París, la que després d'haver-los elogiat li va demanar un torn i el mètode amb què la filava, honrant-lo amb el títol d'acadèmic corresponsal d'aquell cos. En 1806 va escriure una memòria demostrant que els avenços fets fins llavors en els rams del filat i tenyit de la seda devien a artistes físics i matemàtics, la memòria meresqué l'aprovació de la Reial Acadèmia de Ciències i Arts de Barcelona, i que se l'honrà amb el títol d'acadèmic numerari en el ram d'estàtica i classe d'artistes.
Per encàrrec de la Reial Junta de Comerç va escriure tres tractats sobre la cria i multiplicació de les moreres, sobre la manera d'agafar la fulla, i de les causes de les malalties dels cucs de seda i manera de curar que es van imprimir i repartir. En 1819 va escriure un tractat «sobre els coneixements que han d'acompanyar els compradors de seda en branca», va pagar la impressió la societat d'agricultura de la vila de Pareja i la va fer publicar aquell any. En 1809 va treballar en la memòria que va formar Antonio Arteta amb l'objecte de fomentar la indústria del regne d'Aragó, i en la formació de l'estadística de tots els productes del mateix regne especialment sobre la seda, lli i cànem. El novembre de 1806 va presentar a la Reial Junta de Comerç i Moneda el «plan artístico de productos de la provincia de la Rioja», de la que el mateix rei el felicità. El febrer de 1821 el Rei el nomenà vocal de la junta d'arts en la qual va presentar una «Memoria muy extensa del estado que tenían los ramos mas principales artísticos del reino». Inventà diverses màquines d'hidràulica, agricultura i indústria.
El 1835 publicà la «Estadística de la provincia de Madrid».